# Mount Clare
Mount Clare – wieś w Stanach Zjednoczonych, w stanie Illinois, w hrabstwie Macoupin.